# South Houston (Teksas)
South Houston je grad u američkoj saveznoj državi Teksas. Prema popisu stanovništva iz 2010. u njemu je živjelo 16.983 stanovnika.